# Алан Шугар
А́лан Майкл Шу́гар або барон Шугар з Клептона (англ. Alan Michael Sugar, Baron Sugar; 24 березня 1947, Гекні, Великий Лондон, Велика Британія) — британський підприємець, громадський діяч і політик. Статки Шугара оцінюються у £770 млн (US$1,14 млрд), у 2011 році він займав 89 місце у списку найбагатших людей світу за версією газети «Санді таймс». Заснував компанію «Amstrad», у якій зберігав свою частку до 2007 року. З 1991 до 2001 року очолював футбольний клуб «Тоттенгем Готспур».

## Ранні роки
Алан Майкл Шугар народився на сході британської столиці, у лондонському боро Гекні у єврейській сім'ї. Він був молодшим з чотирьох дітей Фей (1907—1994) та Натана Шугарів (1907—1987). Батько Алана працював кравцем у Східному Лондоні.
У дитинстві Шугар разом з батьками жив в орендованій квартирі. За густе кучеряве волосся його прозвали «Мопсі» (англ. Mop head). Алан навчався у молодшій школі Нортвуда, далі у середній школі Брук-Хауз в Аппер-Клептоні, районі Гекні. Щоб заробити грошей, продавав фрукти. Покинувши школу у 16 років, влаштувався статистиком у Міністерство освіти, але незабаром залишив держслужбу, щоб почати продавати автомобільні антени та інші електротовари, торгуючи з купленого за 50 фунтів автофургона.

## «Amstrad»
У 1968 році Алан Шугар заснував компанію «Amstrad». Назва підприємства була утворена з початкових літер імені Шугара: Alan Michael Sugar Trading. Спочатку компанія займалась імпортом і експортом різних товарів, але потім спеціалізувалася на продажах побутової електроніки. До 1970 року було відкрите власне виробництво. Завдяки застосуванню лиття під тиском для виготовлення пластикових накладок на поворотні столи Hi-Fi-техніки замість вакуумного формування, вдалося досягти помітного зниження ціни деталей і обійти багатьох конкурентів . Незабаром було потрібне розширення виробництва, і в лінійці продуктів компанії з'явилися аудіо-підсилювачі та тюнери.

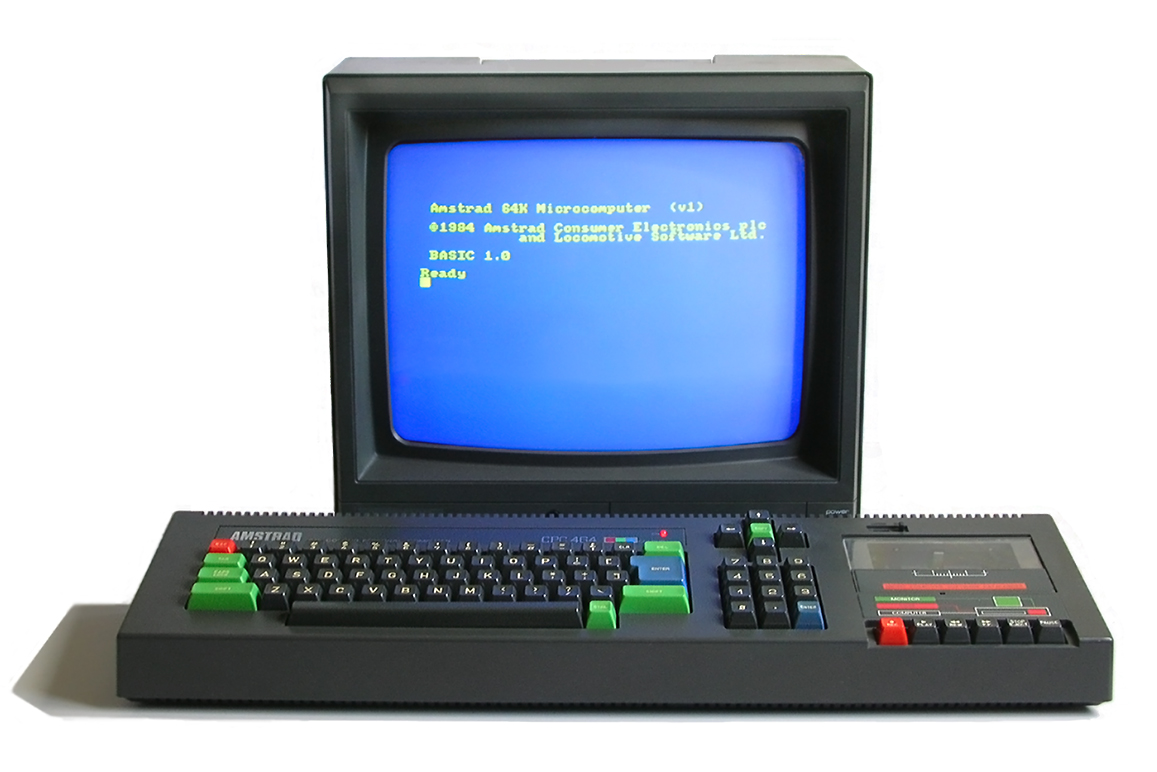
Комп'ютер Amstrad CPC 464

1980-го року «Amstrad» виходить на Лондонську фондову біржу і у подальшому щорічно подвоює обсяги реалізації та свій прибуток. До 1984 року, передбачивши перспективу домашніх комп'ютерів, «Amstrad» запускає виробництво восьмибітової машини «Amstrad CPC 464». Але хоча лінійка CPC була привабливою, маючи у розпорядженні операційну систему CP/M і хороший BASIC-інтерпретатор, їй довелося конкурувати на ринку з потужнішим у графіці «Commodore 64» та популярною платформою «Sinclair» «ZX Spectrum», не кажучи вже про витончений і технічно просунутий «BBC Micro». Тим не менше, три мільйони комп'ютерів марки «Amstrad» розійшлись усім світом за вісім років продажів. Завдяки йому з'явилась східно-німецька копія «KC Compact», що базувалась на радянському клоні процесора Z80. У 1985 році Шугар зробив черговий крупний прорив, створивши текстовий процесор Amstrad PCW 8256, котрий, незважаючи на дешеву елементну базу, продавався за 300 фунтів. У 1986 «Amstrad» купив права на лінійку комп'ютерів «Sinclair» і випустив дві нові моделі «ZX Spectrum» у дизайні, схожому до власної моделі CPC. Компанія також розробила PC1512, IBM PC-сумісний комп'ютер, що набув у Європі помітного поширення і став першим у лінійці моделей «Amstrad PC».
Компанія «Amstrad» досягла максимальної капіталізації у £1,2 млрд, але з початку 1990-х для неї настали важкі часи. Запуск виробництва великої кількості персональних комп'ютерів виявився затьмарений поставками ненадійних жорстких дисків від компанії «Seagate», що привело до незадоволення покупців та завдало збитків репутації «Amstrad» на ринку персональних комп'ютерів. Після цього провалу компанія так і не відновилась. Як наслідок, «Amstrad» виставив «Seagate» позов на 100 млн доларів.
На початку 1990-х компанія перенесла фокус уваги з настільних комп'ютерів на портативні. Також у 1990 році «Amstrad» вийшла на ринок ігрових приставок з «Amstrad GX4000», але проект виявився збитковим через відсутність ігор для цієї платформи. Провалу сприяла і одночасна поява японських консолей «Sega Mega Drive» і «Super Nintendo», що пропонували користувачам багатий вибір ігор. У 1993 році «Amstrad» випускає кишеньковий персональний комп'ютер «PenPad», а також купує частки у компаніях «Betacom» та «Viglen», щоб збільшити свою присутність на телекомунікаційному ринку. У 1997 році «Amstrad» було ліквідовано, а її акції розділені між «Viglen» та «Betacom». «Betacom PLC» була перейменована на «Amstrad PLC». Незабаром з'являється перший пристрій, що поєднує в собі засоби роботи з електронною поштою і телефонію. Він отримав назву «e-m@iler», за ним у 2002 році пішов у виробництво «e-m@ilerplus». Продажі новинок були незначними.
31 липня 2007 року було оголошено, що мовна компанія «BSkyB» купує «Amstrad PLC» за £125 млн. На момент поглинання Шугар повідомляв про намір зберегти свій вплив у компанії, якій присвятив 40 років, щоб забезпечити майбутнє своїм співробітникам. Однак 2 липня 2008 року він покинув пост президента, щоб зосередити зусилля на інших бізнес-проектах.

## «Тоттенгем Готспур»
1 червня 1991 року Алан Шугар разом з Террі Венейблзом придбав футбольний клуб «Тоттенгем Готспур». Початкові інвестиції допомогли клубу подолати фінансові труднощі, однак ставлення Шугара до клубу як до суто ділового підприємства зробило нового власника непопулярним серед футбольних фанатів. За дев'ять років, проведених Шугаром у кріслі президента, «Тоттенгем» ні разу не потрапляв до шістки кращих команд Прем'єр-ліги і виграв лише один трофей — Кубок Футбольної ліги 1999 року.
У травні 1993 року Шугар звільнив Венейблза, на що той подав позов до верховного суду, вимагаючи відновлення на посаді. Судова тяганина за клуб тривала усе літо, і перемогу отримав Шугар (Re Tottenham Hotspur plc [1994] 1 BCLC 655). Звільнення Венейблза так розізлило багатьох фанатів «Тоттенгема», що Шугар згодом зазначив: «Таке відчуття, ніби я убив Бембі».
У 1992 році Шугар був єдиним серед першої п'ятірки клубів, що включала «Арсенал», «Евертон», «Ліверпуль», «Манчестер Юнайтед» і «Тоттенгем», хто проголосував на користь «BSkyB» за отримання прав на трансляцію матчів Прем'єр-ліги. Решта клубів віддали перевагу ITV, оскільки телекомпанія обіцяла показувати матчі провідної п'ятірки клубів частіше. На момент голосування компанія Шугара «Amstrad» розробляла для «BSkyB» супутникове обладнання.
У 1994 році Шугар профінансував перехід до «Тоттенгема» трьох зірок Чемпіонату світу з футболу 1994 року: Іліє Думітреску, Георге Попеску і, найважливіше, Юргена Клінсманна, котрий у свій перший сезон був названий футболістом року. Але оскільки «Тоттенгем» не кваліфікувався у Кубок УЄФА, Клінсманн скористався пунктом контракту, що дозволяв розірвати відносини з клубом, і влітку 1995 року перейшов у «Баварію». У відповідь Шугар з'явився на телебачення з футболкою Клінсманна та заявив, що не став би навіть мити нею свій автомобіль. Іноземців, що приходили у Прем'єр-лігу за великими гонорарами, він назвав «Carlos Kickaballs». Клінсманн відреагував, сказавши, що Шугар — «людина без честі» й додав: «Він завжди говорив лише про гроші і ніколи про гру. Я б сказав, під великим питанням, чи з клубом і з футболом серце Шугара. Велике питання, що він любить більше: бізнес чи футбол?». У грудні 1997 року Клінсманн знову грав за «Тоттенгем» на правах оренди.
У жовтні 1998 року колишній нападник «Тоттенгема» Тедді Шерінгем видав автобіографію, у якій поклав на Шугара відповідальність за свій вихід з клубу у 1997 році. Шерінгем написав, що Шугар звинувачував його у симуляції травми під час сезону 1993—1994 років і відмовився укладати п'ятирічний контракт, стверджуючи, що футболіст не гратиме у «Тоттенгемі» після досягнення 36 років. Провівши декілька сезонів в «Манчестер Юнайтед», Шерінгем знову повернувся у «Тоттенгем» і виступав в основному складі, поки не покинув клуб влітку 2003 року у віці 37 років. Шерінгем назвав Шугара неамбіційним і лицемірним. Як приклад він навів епізод, як Шугар питав його думку про гравців: коли Шерінгем порадив півзахисника англійської збірної Пола Інса, Шугар відкинув кандидатуру, не маючи бажання тратити £4 млн на гравця, якому скоро виповнялося 30 років. А після відходу Шерінгема Шугар згодився включити у команду Леса Фердінанда, якому виповнився 31 рік, за рекордні для клуба £6 мільйонів, що перевищували зарплату Шерінгема.
За час керівництва клубом Шугар поміняв сім менеджерів. Першим був Пітер Шрівз, далі команду очолювали Даг Лівермор та Рей Клеменс, потім колишній півзахисник «Тоттенгема» Освальдо Арділес, після якого пост отримав молодий менеджер Джеррі Френсіс. У 1997 році Шугар здивував футбольний світ, поставив на чолі команди відносно невідомого швейцарського спеціаліста Крістіана Гросса. Він протримався на посту 9 місяців, опустив «Тоттенгем» на 14 рядок за підсумками сезону і набрав за три матчі нового сезону всього три очки. Після цього Шугар призначив менеджером Джорджа Грема, колишнього футболіста і тренера «Арсеналу», одного з головних противників «Тоттенгема». Незважаючи на те, що Грем привів команду до завоювання першого за вісім років кубка, вболівальники так і не прийняли його через зв'язки з «Арсеналом». Крім того, їм не подобався стиль гри від оборони, котрий сповідував Грем, оскільки вони вважали, що це не стиль «Тоттенгема».
У лютому 2001 року Шугар відмовився від контрольного пакету акцій «Тоттенгема», продавши 27 % зі своєї частки медія-групі ENIC за 22 млн фунтів. У червні 2007 року він розпрощався із рештою 22 % акцій, також продавши їх ENIC за 25 млн фунтів. На цьому закінчилось його 16-річне володіння «Тоттенгем Готспур». Цей період Шугар описав як «втрачене життя».

## Благодійна діяльність
Алан Шугар надав фінансову підтримку організації «Jewish Care» та дитячій лікарні на Грейт-Ормонд-Стріт. Також у 2001 році він вніс 200 000 фунтів у фонд Лейбористської партії (у 1997—2015 роках він перебував у рядах партії, але покинув її після виборів 2015 року).
3 мільйони фунтів, отримані від оборудки з продажу «Тоттенгема», були передані на реставрацію театру «Гекні Емпайр» у рідному для Шугара Іст-Енді.

## Визнання
У 2000 році Алан Шугар отримав титул лицаря за успіхи у бізнесі. Він є почесним доктором наук Лондонського міського університету (1988) та Університету Брунеля (2005).
5 червня 2009 року прем'єр-міністр Гордон Браун довічно присвоїв Алану Шугару титул пера у зв'язку з виконанням ним обов'язків в уряді. Бізнесмен отримав титул барона Шугара з Клептона.